# Bola de neve

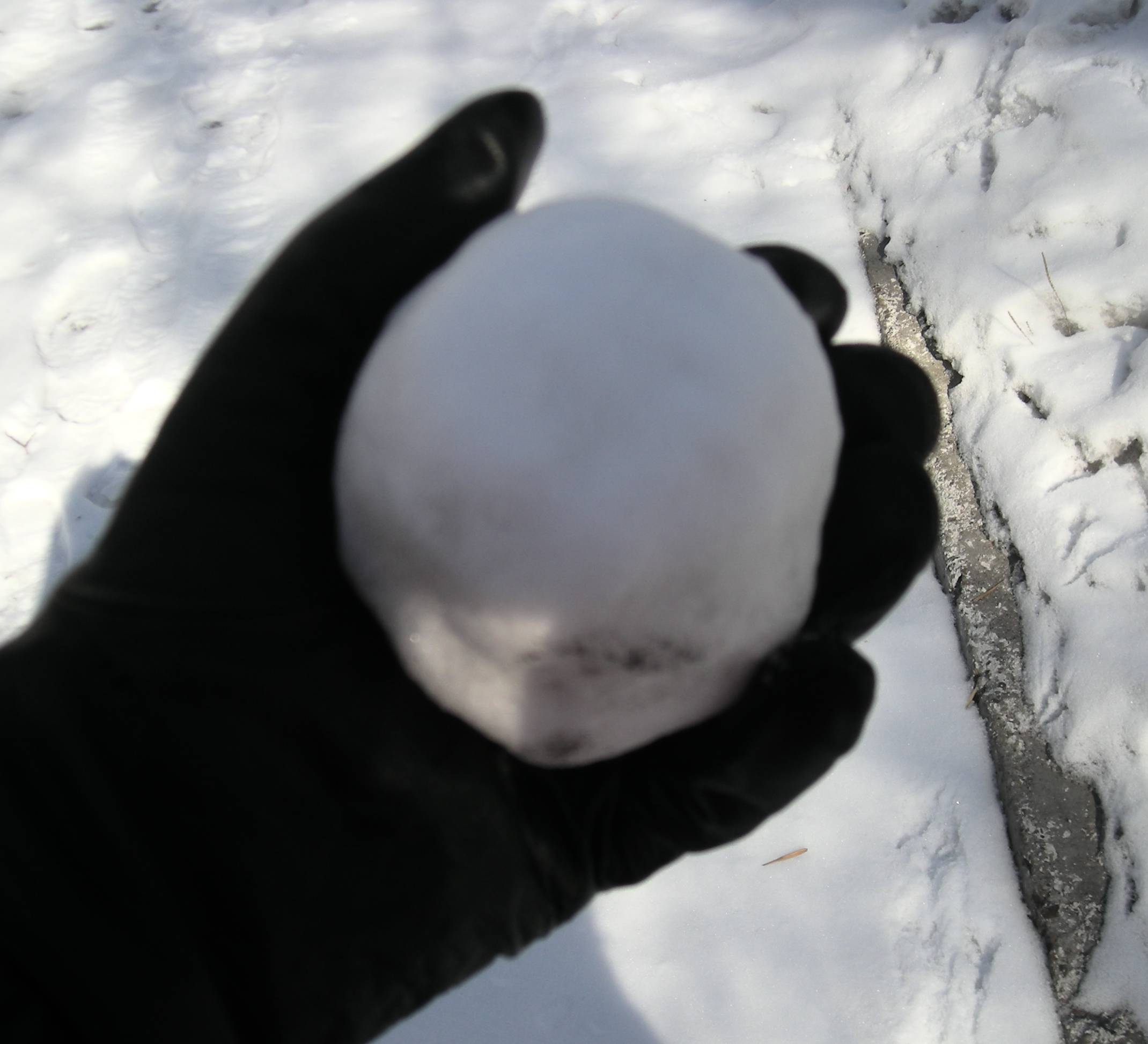
Uma bola de neve

Uma bola de neve é um objeto esférico feito de neve, geralmente criado cavando-se a neve com as mãos e pressionando a neve para compactá-la em uma bola. As bolas de neve são freqüentemente usadas em jogos como lutas de bolas de neve.
Uma bola de neve também pode ser uma grande bola de neve formada ao rolar uma bola de neve menor em uma superfície coberta de neve. A bola de neve menor cresce pegando neve adicional à medida que rola. O termo "efeito bola de neve" é derivado desse processo. A dança galesa "Y Gasseg Eira" também leva o nome de uma analogia com o rolar de uma grande bola de neve. Este método de formar uma grande bola de neve é freqüentemente usado para criar as seções necessárias para construir um boneco de neve.
O processo físico subjacente que torna as bolas de neve possíveis é a sinterização, na qual uma massa sólida é compactada perto do ponto de fusão. As teorias científicas sobre a formação de bolas de neve começaram com uma palestra de Michael Faraday em 1842, examinando as forças de atração entre as partículas de gelo. Uma explicação inicial influente de James Thomson invocou a regelação, na qual um sólido é derretido por pressão e então recongelado.

## Como é formada
Na formação de uma bola de neve por empacotamento, a pressão exercida pelas mãos sobre a neve é determinante para o resultado final. A pressão reduzida leva a uma bola de neve leve e macia. Compactar a neve úmida ou "compactar" com a aplicação de alta pressão produz uma bola de neve mais dura, às vezes chamada de bola de gelo, que pode ferir um oponente durante uma luta de bolas de neve.
A temperatura é importante para a formação de bolas de neve. É difícil fazer uma boa bola de neve se a neve estiver muito fria. Além disso, é difícil formar bolas de neve com neve pulverulenta seca. Em temperaturas abaixo de 0 ° C (32 ° F), há pouca água livre na neve, o que leva a bolas de neve quebradiças. A 0 ° C (32 ° F) ou acima, a água derretida na neve resulta em uma melhor coesão. Acima de uma certa temperatura, no entanto, a bola de neve facilmente se torna lama, que carece de resistência mecânica e não adere mais. Esse efeito é usado na regra de que, em áreas de esqui, há um alto risco de avalanche se for possível espremer a água de uma bola de neve.

## Bolas de neve naturais
Sob certas circunstâncias incomuns, bolas de neve naturais se formam como resultado do vento, sem intervenção humana. Essas circunstâncias são:
- O solo deve ter uma camada superior de gelo. Isso impedirá que a bola de neve grude no chão.
- Esse gelo deve ter um pouco de neve úmida e solta perto do ponto de derretimento.
- O vento deve ser forte o suficiente para empurrar as bolas de neve, mas não muito forte.

Na Antártica, pequenas bolas de gelo sopradas pelo vento se formam por meio de um processo diferente que depende da atração eletrostática; essas bolas de gelo enroladas pelo vento são conhecidas como yukimarimo.
Em outras circunstâncias raras, em áreas costeiras e fluviais, a ação das ondas no gelo e na neve pode criar bolas de neve na praia ou bolas de gelo.

## Alusão literária
Uma bola de neve que se transforma em criança é a protagonista de um romance de fantasia infantil de 1969, The Snowball, de Barbara Sleigh.

## Galeria
|  |  |  |